# Billund (gemeente)
Billund is een gemeente in de Deense regio Zuid-Denemarken (Syddanmark) met 26.468 inwoners (2017).
Na de herindeling van 2007 worden de volgende gemeenten bij Billund gevoegd: Billund, Grindsted.

## Tot 2007
Billund was tot 2007 een gemeente in de provincie Ribe op Jutland met een oppervlakte van 154,54 km² en 8697 inwoners.

## Plaatsen in de gemeente
- Billund
- Vorbasse
- Filskov
- Grindsted
- Stenderup
- Hejnsvig
- Sønder Omme

## Parochies in de gemeente
- Filskov
- Grene
- Grindsted
- Hejnsvig
- Nollund Kirkedistrikt
- Skjoldbjerg Kirkedistrikt
- Sønder Omme
- Stenderup
- Urup Kirkedistrikt
- Vesterhede Kirkedistrikt
- Vorbasse

Aabenraa · Ærø · Assens · Billund · Esbjerg · Faaborg-Midtfyn · Fanø · Fredericia · Haderslev · Kerteminde · Kolding · Langeland · Middelfart · Nordfyn · Nyborg · Odense · Sønderborg · Svendborg · Tønder · Varde · Vejen · Vejle
- International Standard Name Identifier: 0000 0004 0413 9464
- MusicBrainz: e5ed313a-0b53-4c18-865d-d870f772d7bb